# Potito Valerio Mesala
Potito Valerio Mesala (en latín, Potitus Valerius M. f. M. n. Messalla) fue un estadista de la República romana tardía y de la época de Augusto. Probablemente hijo de Marco Valerio Mesala Rufo. Cónsul suffectus de la República romana en 29 a. C., sucediendo en el cargo a Sexto Apuleyo, el 1 de julio de ese año.

## Familia
Potito era el nombre de una de las familias más antiguas y más famosas de la gens Valeria. Esta familia, como muchas de las otras familias de la antigua Roma, desaparece en la época de las guerras samnitas; pero el nombre fue restablecido posteriormente por la gens Valeria, como praenomen. La práctica de usar nombres de familias extintos como praenomina era común a otras gentes; como por ejemplo en la gens Cornelia, donde los Lentulos adoptaron, como nombre propio, el extinto cognomen de Coso.

## Carrera política
Potito Valerio Mesala fue probablemente cuestor en Asia en fecha imprecisa. Pretor urbano en el 32 a. C., elegido miembro de los Quindecimviri sacris faciundis en el 31 a. C. y elevado al consulado en el año 29 a. C. Fue el primer cónsul que en persona, con motivo del regreso de Cayo Julio César Octaviano de Egipto, sacrificó bueyes en favor del pueblo y del senado romano.
Posteriormente prosiguió su carrera como procónsul de Asia durante dos años, posiblemente hacia el 25 a. C. al 23 a. C. y Legatus Augusti pro praetore de Siria, tal vez entre los años 21 a. C. al 17 a. C., en medio de las gobernaciones de Marco Agripa de este territorio

## Descendencia
Potito probablemente tuvo dos hijos: Manio Valerio Mesala Potito y Lucio Valerio Mesala Voleso, cónsul en el año 5. En el 17 a. C., Mesala participó de los juegos seculares.